# Krašovice
Krašovice är en ort i Tjeckien.   Den ligger i regionen Plzeň, i den västra delen av landet, 80 km väster om huvudstaden Prag. Krašovice ligger 416 meter över havet och antalet invånare är 345.
Terrängen runt Krašovice är huvudsakligen platt, men norrut är den kuperad. Runt Krašovice är det ganska tätbefolkat, med 248 invånare per kvadratkilometer. Närmaste större samhälle är Plzeň, 14,8 km söder om Krašovice. I omgivningarna runt Krašovice växer i huvudsak blandskog.